# Hydropedeticus
Hydropedeticus is een geslacht van rechtvleugeligen uit de familie krekels (Gryllidae). De wetenschappelijke naam van dit geslacht is voor het eerst geldig gepubliceerd in 1902 door Miall & Gilson.

## Soorten
Het geslacht Hydropedeticus  is monotypisch en omvat slechts de volgende soort:
- Hydropedeticus vitiensis (Miall & Gilson, 1902)